# Fred Morris
Frederick « Fred » Morris (né le 27 août 1893 à Tipton dans le Staffordshire et mort le 4 juillet 1962 dans la même ville) était un joueur de football anglais.

## Palmarès
West Bromwich Albion FC
- Champion du Championnat d'Angleterre de football (1) : 
  - 1920.
- Meilleur buteur du Championnat d'Angleterre de football (1) :
  - 1920: 37 buts.